# 常青 (佟佳氏)
常青（穆麟德轉寫：cangcing，1713年—1793年），又名常清，字凌齋，佟佳氏，满洲正蓝旗人。清朝將軍、封疆大吏。

## 生平
乾隆六年（1741），由宁良郡王弘晈府亲军充三等护卫；十年（1745），迁头等护卫；十四年（1749），擢宁郡王弘晈府長史。乾隆十八年，授德州城守尉；二十一年，授镶红旗蒙古副都统，调盛京副都统；二十四年，调西安副都统；二十六年（1761）调察哈尔副都统（驻地在张家口）。乾隆二十七年三月，由察哈尔都统巴尔品、副都统七十五、常青等统领所选1000兵丁及家眷前往伊犁；次年四月，大队人马驻扎伊犁。三十一年，调归化城副都统，授正蓝旗满洲副都统。三十二年（1767年），置伊犁察哈尔八旗（参见八旗察哈爾）。三十四年署绥远城将军。三十五年四月任贵州提督，是月调任云南提督，调察哈尔都统。四十一年调直隶提督。四十五年，第六世班禪額爾德尼来朝，过察哈尔，都统常青接待。四十五年（1780）十二月，迁杭州將軍。四十六年八月任江南提督，四十七年四月丁忧，是年十二月任福建陆路提督（载《钦定八旗通志：提督》卷341）。四十九年（1784）五月陛乌鲁木齐都统，后调福州将军。
乾隆五十一年（1786）六月，常青已七十餘高齡，以福州将军署閩浙總督；十月，實授閩浙總督。五十二年，迁湖广总督，仍留福建督办军务。当年，林爽文事件事发，署理閩浙總督常青授命督办台湾军务，指挥水陆提督。五十二年（1787年），乾隆帝命常青渡台視師，授钦差大将军；三月，林爽文军进攻府城，双方形成拉锯战；八月，常青钦差大将军职被免，更换为陝甘總督福康安。后遭援軍福康安上疏請革職查辦常青，乾隆帝不予置理續重用，调授福州将军，留办善后。返京，署镶红旗蒙古都统。五十四年（1789年），授礼部尚书（前任德保 (清朝)），镶蓝旗汉军都统，赐紫禁城骑马。乾隆五十八年，卒，赐祭葬，谥恭简，御制《礼部尚书兼镶蓝旗汉军都统常青碑文》（翰林李钧简恭撰）。《清史稿：列传一百十五》卷328、《满汉名臣传》有传。

## 家庭
- 始祖索爾和（c.1570s-?）。“索爾和，正藍旗人，世居加哈地方，國初来歸。……曾孙希佛原任刑部尚書。……元孫安圗現署湖北布政使。……四世孫常清現任三等䕶衛，邁拉蓀現係廕生”（据《八旗滿洲氏族通譜》卷19）。
- 高祖（索爾和長子塔拜原任驍騎校，次子翰齊㧞原任䕶軍校）（c.1600s-?），从龙入关。
- 曾祖（c.1620s-?）。
- 祖父禧佛（又希佛、希福）（c.1650s-?），刑部尚書。
- 父安图（c.1680s-?），江西巡抚。
- 胞兄邁拉遜，都察院左都御史。
- 子勤毅公喜明（c.1750s-1843），授三等侍衛、粘竿处（尚虞備用處）侍衛，获腾琪台巴图鲁勇号，历官吉林將軍、副都統銜驻藏大臣（1814-1818；参见廓藏戰爭 (1855年—1856年)）、烏里雅蘇臺將軍，《國史列傳》有传。妻李氏（其父内务府正白旗汉军李長英，祖父总管内务府大臣李延禧；堂兄内务府佐领参领李維屏（又黑達塞），妻高佳氏（胞兄文华殿大学士文端公高晉；胞姊高佳氏嫁正蓝旗汉军、二等侍卫胡照，即道光三十年（1850年）庚戌科进士吉惠之高祖；堂妹高佳氏封乾隆帝之慧贤皇贵妃））。孙儿和倫。
- 女儿佟佳氏，嫁正紅旗滿洲、三等侍卫覺羅舒敦（1773-？）（胞兄覺羅舒敏，著有《適齋居士集》；其子山東巡撫覺羅崇恩，工書，善畫山水，喜收藏，著有《香南居士集》、《枕琴轩诗草》；其女觉罗䖅雲，嫁鑲紅旗滿洲費莫氏文奇（胞兄道光二年(1822)壬午科進士文端公文慶）；孙儿覺羅廷雍，直隸布政使，著有《讀不盡齋且存稿》，其妻費莫氏（父鑲黃旗滿洲、道光甲辰科進士克明）；父閩浙總督觉罗伍拉納，先祖宁古塔贝勒索长阿）。其子覺羅崇禧（庶母陳氏）；孙覺羅嵩保，妻洪吉拉特氏（姑母洪吉拉特氏嫁镶蓝旗满洲、廣東按察使赫舍里氏容海，其子道光戊戌科進士如山（生母伊爾根覺羅氏）；堂姊洪吉拉特氏嫁鑲藍旗滿洲、道光壬午恩科進士鄂卓氏吉年）。

## 延伸阅读
Module:Wikisource_further_reading第46行Lua错误：attempt to concatenate local 'id' (a nil value)